# Сахаро-Середземноморський нафтогазоносний басейн
Сахаро-Середземноморський нафтогазоносний басейн — розташований у північній частині Африки на території Тунісу, Лівії, Єгипту, Лівану, Ізраїлю та в акваторії Середземного моря.

## Характеристика
Площа 2100 тис. км² (800 тис. км² у акваторії). Запаси нафти 5000 млн т, газу — 1000 млрд м³. 325 нафтових та газових родовищ, найбільші: Серір (870 млн т), Амаль (570 млн т), Джалу (540 млн т), Насер (290 млн т). Глибина залягання покладів 670-3600 м. Річний видобуток нафти 55 млн т, газу — 15 млрд м³.

## Технологія розробки
Розробляється 60 родовищ. Технологія — свердловинна.